# Meinhard Plesken

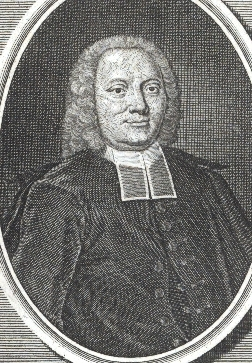
Meinhard Plesken

Meinhard Plesken (* 8. Juni 1696 in Bremen; † 30. Mai 1757) war ein deutscher lutherischer Theologe, Konsistorialrat und Generalsuperintendent der Generaldiözese Lüneburg-Celle.

## Leben
Plesken, Sohn eines Kaufmanns, besuchte die Domschule, ab 1712 das evangelisch-lutherische Gymnasium in Bremen. 1716 bezog er die Universität Wittenberg und absolvierte das Studium der Theologie, das er als Magister abschloss. Er wurde 1720 Subrektor am Athenaeum und der Domschule in Bremen. Einen Ruf als Rektor nach Stade lehnte er 1724 ab. 1728 erster Pastor an der St.-Nicolai-Kirche in Stade, wo er ab 1733 auch Mitglied des Konsistoriums war. 1743 erhielt er einen Ruf als erster Pastor an der Stadtkirche St. Marien und Generalsuperintendent in Celle und füllte diese Ämter bis zu seinem Tod aus.
Plesken war seit 1740 Mitglied der Königlichen deutschen Gesellschaft in Göttingen. 1748 erhielt er die theologische Doktorwürde der Universität Göttingen.

## Werke
- Seriem Docentium In Athenaeo Scholaque Cathedrali Bremensi Sistit, Et Ad Orationem, De Praeiudicatis Quibusdam Circa Scholas Opinionibus, A. D. XIII. Aug. M D ccxxv. (...), Stade 1725. (Aus seiner Zeit als Subrektor am Bremer Athenaeum; Digitalisat der SUB Göttingen)